# Дикастерія у справах єпископів
Конґреґація у справах єпископів (лат. Congregatio pro Episcopis) — одна з дев'яти конґреґацій Римської курії, займається, головним чином, питаннями єпископської діяльності та юридичними статусами церков латинського обряду. Очолює її кардинал-префект Марк Уелле, секретар-архієпископ Лоренцо Бальдіссері.

## Історія
Конґреґація походить від Конгрегації по установі Церков, створеної папою Сикстом V в 1588. У 1908 Папа римський Пій X в апостольській конституції "Sapienti concilio" перейменував її в консисторську Конґреґацію. 15 серпня 1967 Папа римський Павло VI в апостольській конституції Regimini Ecclesiae Universae присвоїв конгрегації її нинішню назву. Сучасний устрій конґреґації та її повноваження визначаються конституцією "Pastor Bonus" Папи римського Йоана Павла II від 1988 року.

## Структура та обов'язки
Конгрегація займається утворенням нових церков, а також їх поділом і об'єднанням. У сферу компетенції також відносяться військові ординаріати. Іншим напрямком діяльності конґреґації є нагляд за діяльністю єпископів та їх зв'язок з Римською курією. При заміщенні єпископа на кафедрі Конгрегація вивчає кандидатуру і представляє її Папі римському, який приймає остаточне рішення. Також в структуру конґреґації входить бюро по координації пастирських єпископських візитів, бюро по координації військових ординаріатів і Папська Комісія по Латинській Америці.